# Rasa Drazdauskaitė

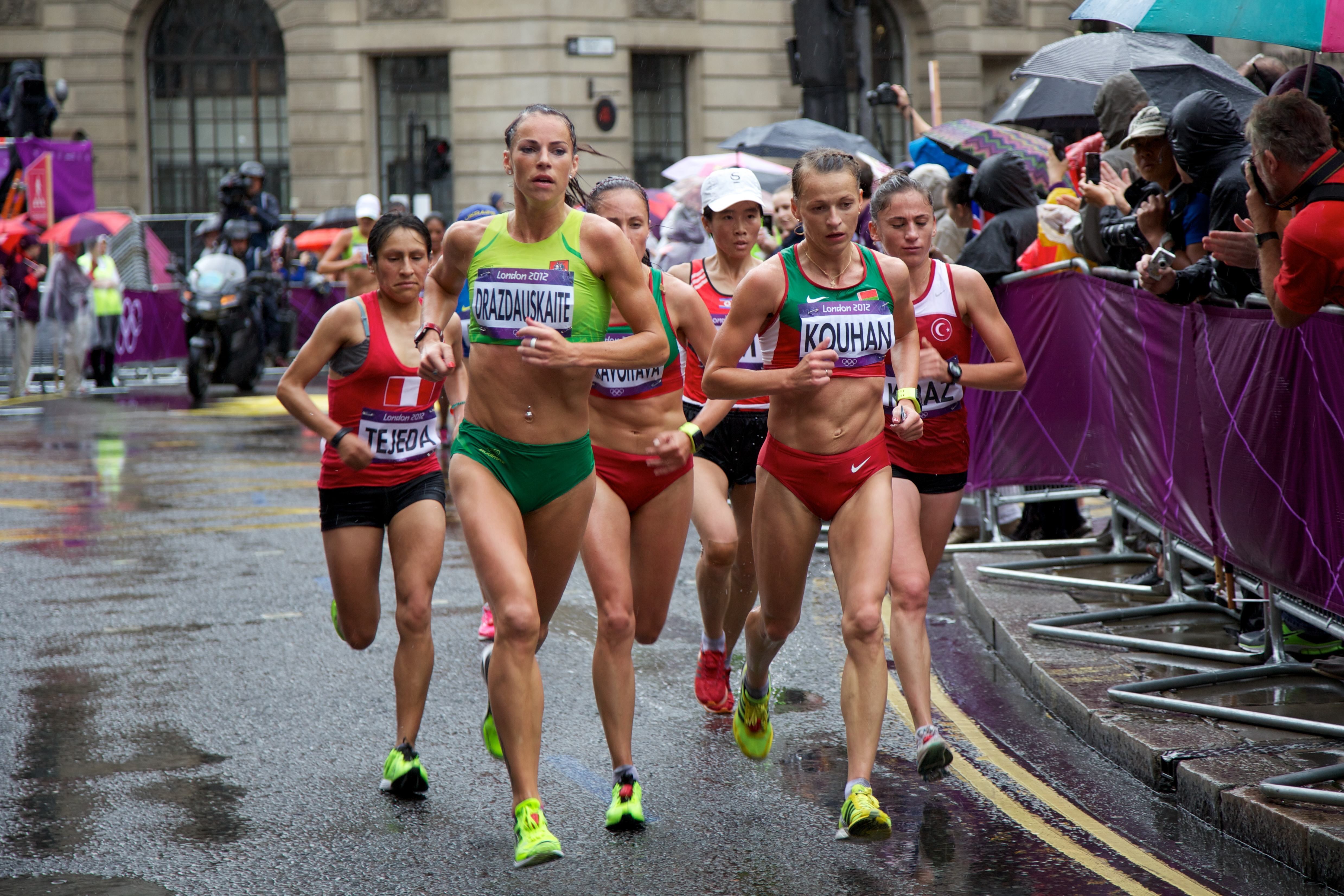
Rasa Drazdauskaitė lors du marathon olympique de 2012

Rasa Drazdauskaitė (né le 20 mars 1981 à Šiauliai) est une athlète lituanienne, spécialiste du fond et du marathon.
Elle participe aux marathons des Jeux olympiques de Pékin et à ceux de Londres, où elle bat son record personnel en	 2 h 29 min 29 s, avant d'être finaliste lors des Championnats d'Europe d'athlétisme 2014 à Zurich.